# Char Darah
Char Darah (Paschto/Dari: چار دره Char Darreh, auch Chahar Darreh oder Chara Dara) ist ein Distrikt in der Provinz Kundus in Afghanistan. Er wird mehrheitlich von Paschtunen bewohnt. Die Fläche beträgt 1.158 Quadratkilometer und die Einwohnerzahl 85.960 (Stand: 2022).

## Geschichte
Der Distrikt zählt zu den umkämpftesten Gebieten im Krieg in Afghanistan seit 2001. In Char Darah kamen immer wieder Bundeswehrsoldaten ums Leben. Außerdem wurde von Stellungen in der Region das Bundeswehrfeldlager in Kundus beschossen.
Im Juli 2009 fand in Char Darah die Operation Oqab, eine Militäroffensive von 300 deutschen und 900 afghanischen Soldaten, statt. Dabei wurden auch Panzer und schwere Waffen eingesetzt.
Im September 2009 wurden in dem Distrikt beim Luftangriff bei Kundus bis zu 142 Menschen getötet.
Im Dezember 2009 fand die Operation Expand to Southern Chahar Darreh statt. Ziel war es, einen permanenten Außenposten in Char Darah auf der Höhe 431 zu errichten und das Vertrauen der Bevölkerung in die einheimischen Sicherheitskräfte zurückzugewinnen.
Im September 2010 konnte ein Kommando des Kommando Spezialkräfte (KSK) in einer Nachtaktion den hochrangigen Taliban-Führer Maulawi Roshan in einem Gehöft in Char Darah festnehmen.
Der Süden des Distrikts war im Herbst 2010 Haupteinsatzgebiet der Operation Halmazag. Nach schweren Gefechten mit Einsatz von Luft- und Artillerieunterstützung erklärte die Bundeswehr die Operation zu einem Erfolg und sprach von einem Rückzug der Taliban. In dem Ort Quatliam wurde ein neuer Außenposten geschaffen, welcher vom Ausbildungs- und Schutzbataillon Kundus gehalten wird. Die Höhe 431 konnte im Zuge der Operation aufgegeben werden.
Am 9. März 2011 sollen, laut dem Polizeichef von Char Darah, Gulam Mahidin, deutsche ISAF-Soldaten eine Frau erschossen haben. Eine weitere Frau wurde verletzt. Laut einer Bundeswehr-internen Untersuchung sind die deutschen Soldaten nicht für den Tod und die Verletzung verantwortlich.
Ab August 2011 begann in Char Darah die Operation Omed (afghanisch für „Hoffnung“). Dabei zeigte die Bundeswehr massive Präsenz.
Die ersten Offensivoperationen der Bundeswehr wie die Operation Halmazag 2010 und die intensive Operationsführung der Ausbildungs- und Schutzbataillone 2011 führte zu einer vorübergehenden Beruhigung in dem Unruhedistrikt. Nach Abzug der Bundeswehr aus Kundus ist es hier wieder verstärkt zu Kampfhandlungen, auch zur temporären Einnahme der Stadt Kundus gekommen.

## Dörfer und Städte
- Nawabad